# Huuu! Så hemskt
Huuu! Så hemskt (engelska: Abbott and Costello Meet Frankenstein) är en amerikansk skräck-komedifilm från 1948 i regi av Charles Barton. I huvudrollerna ses Abbott och Costello. I filmen möter duon Greve Dracula (Bela Lugosi), Frankensteins monster (Glenn Strange) och Wolf Man (Lon Chaney Jr.).

## Rollista i urval
- Bud Abbott - Chick Young
- Lou Costello - Wilbur Grey
- Lon Chaney Jr. - Lawrence "Larry" Talbot / The Wolf Man
- Béla Lugosi - Greve Dracula, förklädd bakom Dr. Lejos skepnad
- Glenn Strange - Frankensteins monster
- Lenore Aubert - Dr. Sandra Mornay
- Jane Randolph - Joan Raymond
- Frank Ferguson - Mr. McDougal
- Charles Bradstreet - professor Stevens
- Vincent Price - rösten till The Invisible Man (cameo)

## Övrigt
- När filmen släpptes på nytt i Sverige på 1970-talet så fick filmen titeln "Kom loss, Frankenstein".